# Noches sin lunas ni soles
Noches sin lunas ni soles es una película argentina policial de 1984 dirigida por José A. Martínez Suárez y protagonizada por Alberto de Mendoza, Luisina Brando, Lautaro Murúa y Arturo Maly. Está basada en el libro homónimo de Rubén Tizziani, quien coescribió el guion junto a Martínez Suárez. La película fue rodada en 1982 y estrenada el 21 de junio de 1984. El film se destacó por tener escenas de acción automovilística muy bien logradas. Fue la última película que Martínez Suárez filmó antes de retirarse de la realización cinematográfica.

## Sinopsis
Un maleante conocido como Cairo logra escapar del juzgado gracias a la ayuda de tres cómplices, con el objetivo de buscar al amigo de su vida, cuando se entera de que este está gravemente enfermo. Un policía llamado Maidana sabe que Cairo anda tras un millonario botín, que con la enfermedad de su amigo corre peligro. Los tres cómplices que facilitaron el escape de Cairo lo mantienen en custodia en la casa de uno de ellos, pero Cairo logra fugarse con la ayuda de la chica de uno de ellos.

## Reparto
- Alberto de Mendoza como Cairo
- Luisina Brando como Ana
- Lautaro Murúa como Maidana
- Arturo Maly como Rubio Páez
- Cacho Espíndola como Gato Félix
- Boy Olmi como Muñeco
- Eva Franco como Doña Rosa
- Guillermo Battaglia como Bertozzi
- José María Gutiérrez como Salgado
- Diana Ingro como Cristina
- Rudy Chernicoff como Ponce
- Nelly Tesolín como Arquitecta
- Manuel Rosón como Barreiro
- Juan Quetglas como Ayudante de Maidana
- Tacholas como Dueño del Bar
- José Andrada como Custodio 2
- Carlos Pamplona como Barman
- Graciela Juárez
- Luis Martínez Rusconi
- Aída Morell
- Omar Fanucchi  como Preso en juzgado
- Alberto Basail como Pastor evangélico
- Inés Murray  como Mujer en la puerta
- Roberto Maiocco como Pesquisa
- Carlos Parrilla  como Empleado en juzgado
- Aldo Mayo  como Custodio 1
- José A. Martínez Suárez como Técnico de TV (cameo)

## Temas
Un personaje del filme, el amigo anarquista español de Cairo, quien le falsifica unos documentos, dice la frase: "En un tren se engancharon dos vagones, en uno iban los fusiles, y en el otro los cojones", la misma es repetida por Cairo al final de la película.
La escena del enfrentamiento entre Cairo y el policía trae reminiscencias a los espectadores del duelo final en la clásica Fuego contra fuego (1995, de Michael Mann), cuando se enfrentan los personajes encarnados por Robert De Niro y Al Pacino.